# 长苞木槿
长苞木槿（学名：Hibiscus syriacus var. longibracteatus）为锦葵科木槿属木槿的变种。分布在台湾以及中国大陆的贵州、云南、四川等地，目前尚未由人工引种栽培。